# Kazuya Murata (calciatore)
Kazuya Murata (村田 和哉?, Murata Kazuya; Prefettura di Shiga, 7 ottobre 1988) è un ex calciatore giapponese, di ruolo attaccante.